# Auplopus
Genre
Auplopus est un genre d'insectes hyménoptère de la famille des Pompilidae.

## Liste des espèces
Selon BioLib (19 octobre 2019) :
- Auplopus albifrons (Dalman, 1823)
- Auplopus carbonarius (Scopoli, 1763)
- Auplopus ichnusus Wolf, 1960
- Auplopus rectus (Haupt, 1926)

Selon Catalogue of Life (19 octobre 2019) :
- Auplopus abnormalis Dreisbach, 1963
- Auplopus adjunctus (Banks, 1911)
- Auplopus aegina (Smith, 1858)
- Auplopus aeruginosus Dreisbach, 1963
- Auplopus alaris (Saussure, 1868)
- Auplopus alarius Dreisbach, 1963
- Auplopus albifrons (Dalman, 1823)
- Auplopus albipalpis (Cameron, 1902)
- Auplopus alishanus Ishikawa, 1967
- Auplopus amalotis (Banks)
- Auplopus amazonus Wahis, 2006
- Auplopus amoenus Dreisbach, 1963
- Auplopus anthracinus Dreisbach, 1963
- Auplopus aquilus Dreisbach, 1963
- Auplopus arcuaticornis Wahis, 2006
- Auplopus argentinensis Dreisbach, 1963
- Auplopus argentinus Dreisbach, 1963
- Auplopus argutus Dreisbach, 1963
- Auplopus ariel (Cameron, 1891)
- Auplopus arnoldi (Priesner, 1955)
- Auplopus artemnis (Bingham, 1897)
- Auplopus ashmeadi (Banks, 1934)
- Auplopus associatus (Banks, 1945)
- Auplopus ater Dreisbach, 1963
- Auplopus atratus Dreisbach, 1963
- Auplopus aurarius Dreisbach, 1963
- Auplopus auricolor Haupt, 1959
- Auplopus auripilus (Cresson, 1869)
- Auplopus azurea Haupt, 1959
- Auplopus basalis (Fox, 1897)
- Auplopus batesi Dreisbach, 1963
- Auplopus bellus (Cresson, 1865)
- Auplopus bequaerti Dreisbach, 1963
- Auplopus bermudensis Dreisbach, 1963
- Auplopus bimaculatus (Smith, 1858)
- Auplopus bipennis (Saussure, 1868)
- Auplopus bizonatus (Walker, 1871)
- Auplopus blandus (Guerin, 1830)
- Auplopus blatteus Dreisbach, 1963
- Auplopus brasiliensis Dreisbach, 1963
- Auplopus buscki Dreisbach, 1963
- Auplopus caerulea (Smith, 1867)
- Auplopus callainus Dreisbach, 1963
- Auplopus callisto (Smith, 1859)
- Auplopus carbonarius (Scopoli, 1763)
- Auplopus cavifrons Wahis
- Auplopus celaeno (Smith, 1858)
- Auplopus ceruleosomus (Banks)
- Auplopus charlesi Waichert & Pitts, in Waichert & al., 2012
- Auplopus chiponensis (Yasumatsu, 1939)
- Auplopus chloris (Cresson, 1869)
- Auplopus commendabilis (Kohl, 1894)
- Auplopus comparatus (Smith, 1873)
- Auplopus constructor (Smith, 1873)
- Auplopus coracinus Dreisbach, 1963
- Auplopus cordobensis Dreisbach, 1963
- Auplopus cressoni (Cameron, 1891)
- Auplopus curvinervis (Cameron)
- Auplopus cuvinervis (Cameron)
- Auplopus cyanellus Wahis, 1992
- Auplopus cyaneus Dreisbach, 1963
- Auplopus danae (Bingham, 1896)
- Auplopus dietzi Dreisbach, 1963
- Auplopus domesticus (Taschenberg, 1872)
- Auplopus dreisbachi Wahis, 2006
- Auplopus earinus Dreisbach, 1963
- Auplopus editorialis Dreisbach, 1963
- Auplopus enodans (Kohl, 1894)
- Auplopus erigonae (Bingham, 1896)
- Auplopus eriodes Dreisbach, 1963
- Auplopus esmeraldus (Banks, 1925)
- Auplopus eucharis Wahis, 1992
- Auplopus exilis Dreisbach, 1963
- Auplopus fasciatus (Fabricius, 1775)
- Auplopus femoratus (Fabricius, 1804)
- Auplopus femur-rubrus Dreisbach, 1963
- Auplopus ferrugineus Dreisbach, 1963
- Auplopus flavicoxae (Banks, 1911)
- Auplopus flavicrus Dreisbach, 1963
- Auplopus flavipes Haupt, 1959
- Auplopus frauenfeldiana (Saussure, 1868)
- Auplopus fulgidus Dreisbach, 1963
- Auplopus funerator Wahis, 1992
- Auplopus fuscus Dreisbach, 1963
- Auplopus gaumeri Dreisbach, 1963
- Auplopus gentilis (Cameron, 1891)
- Auplopus gertschi Dreisbach, 1963
- Auplopus gnoma (Cameron, 1902)
- Auplopus grossus Dreisbach, 1963
- Auplopus guatemalensis Dreisbach, 1963
- Auplopus hidalgoensis Dreisbach, 1963
- Auplopus himalayensis (Cameron, 1905)
- Auplopus hispidus Dreisbach, 1963
- Auplopus hondurensis Dreisbach, 1963
- Auplopus hypsipyla (Bingham, 1893)
- Auplopus ichnusus Wolf, 1960
- Auplopus imitabilis Wahis, 1992
- Auplopus incognitus (Smith)
- Auplopus incrotus (Banks)
- Auplopus inermis Townes, 1957
- Auplopus infantulus (Kohl, 1894)
- Auplopus iolanthe (Banks, 1925)
- Auplopus ishikawai Shimitsu, 1982
- Auplopus kathryni Dreisbach, 1963
- Auplopus krombeini Wahis, 1992
- Auplopus laeviculus (Bingham, 1897)
- Auplopus laevigatus (Smith, 1855)
- Auplopus languirostris Wahis
- Auplopus lankaensis Wahis, 1992
- Auplopus lasios Dreisbach, 1963
- Auplopus lineatus Dreisbach, 1963
- Auplopus lorenzanus (Banks)
- Auplopus magdalenus (Banks)
- Auplopus magnus Dreisbach, 1963
- Auplopus malinus Dreisbach, 1963
- Auplopus mama Loktionov & Lelej, 2014
- Auplopus mandshuricus Lelej, 1990
- Auplopus marginalis Dreisbach, 1963
- Auplopus maroccanus Priesner, 1967
- Auplopus medius Dreisbach, 1963
- Auplopus mendicus (Banks, 1946)
- Auplopus metallica Haupt, 1959
- Auplopus mexicanus (Cresson, 1867)
- Auplopus micromegalus (Saussure, 1867)
- Auplopus militaris (Lynch-Arribálzaga)
- Auplopus minus Dreisbach, 1963
- Auplopus minusculus Dreisbach, 1963
- Auplopus minutus Dreisbach, 1963
- Auplopus modesta Haupt, 1959
- Auplopus mollis Townes, 1957
- Auplopus montanus Alayo, 1969
- Auplopus montezumus (Smith)
- Auplopus montigenus Wahis
- Auplopus montivagus (Cameron, 1891)
- Auplopus morota (Banks, 1934)
- Auplopus mutabilis (Smith, 1870)
- Auplopus nabori Alayo, 1969
- Auplopus nagatomii Lelej & Yamane, 1992
- Auplopus niger Dreisbach, 1963
- Auplopus nigrellus (Banks, 1911)
- Auplopus nigriculus Dreisbach, 1963
- Auplopus nitidiventris (Smith, 1860)
- Auplopus nozakae Tsuneki, 1990
- Auplopus nubicus (Priesner, 1955)
- Auplopus obscurus (Banks, 1946)
- Auplopus ochraceus (Haupt, 1938)
- Auplopus olivarus Dreisbach, 1963
- Auplopus opacus Dreisbach, 1963
- Auplopus optabilis Wahis, 2008
- Auplopus pacificus Lelej, 1990
- Auplopus pallida (Taschenberg, 1869)
- Auplopus pallidipictus Wahis
- Auplopus panamensis Dreisbach, 1963
- Auplopus paniquitus (Banks, 1946)
- Auplopus perditus (Cameron, 1891)
- Auplopus peruanus (Banks, 1946)
- Auplopus pratens Dreisbach, 1963
- Auplopus pratentis Dreisbach, 1963
- Auplopus princeps (Banks, 1946)
- Auplopus pumilio (Arnold, 1934)
- Auplopus puniceus Dreisbach, 1963
- Auplopus purpureus Dreisbach, 1963
- Auplopus pygialis (Pérez, 1905)
- Auplopus quartus Dreisbach, 1963
- Auplopus rectus (Haupt, 1926)
- Auplopus relativus (Cameron, 1891)
- Auplopus robustus (Banks)
- Auplopus roseus Dreisbach, 1963
- Auplopus rufipes (Banks, 1946)
- Auplopus rufiventris (Radoszkowski, 1877)
- Auplopus rufocinctus (Smith, 1855)
- Auplopus sapphirus Dreisbach, 1963
- Auplopus schausi Dreisbach, 1963
- Auplopus semialatus Dreisbach, 1963
- Auplopus semirufus Dreisbach, 1963
- Auplopus shannoni Dreisbach, 1963
- Auplopus silvicolus Haupt, 1959
- Auplopus smithi (Dalla Torre, 1897)
- Auplopus splendens Dreisbach, 1963
- Auplopus stagei Dreisbach, 1963
- Auplopus striatus Dreisbach, 1963
- Auplopus subaurarius Dreisbach, 1963
- Auplopus subvirescens (Cresson)
- Auplopus taino Snelling & Torres, 2004
- Auplopus takachihoi (Yasumatsu, 1943)
- Auplopus tarsatus (Smith, 1873)
- Auplopus tenuis Haupt, 1959
- Auplopus testaceus (Fox)
- Auplopus tinctus (Smith, 1855)
- Auplopus variabilis Wahis
- Auplopus variolarum Townes, 1957
- Auplopus venetus Dreisbach, 1963
- Auplopus villosus Dreisbach, 1963
- Auplopus violaceus Dreisbach, 1963
- Auplopus viridis (Smith, 1864)
- Auplopus viridulus Dreisbach, 1963
- Auplopus vulcanensis Dreisbach, 1963
- Auplopus wheeleri (Banks)
- Auplopus woodi Dreisbach, 1963
- Auplopus yaeyamaensis Shimizu, 1986
- Auplopus yasumatsui Lelej, 1995
- Auplopus zeteki Dreisbach, 1963

Selon NCBI (19 octobre 2019) :
- Auplopus adjuncta (Banks, 1911)
- Auplopus albifrons (Dalman, 1823)
- Auplopus caerulescens (Dahlbom, 1843)
- Auplopus carbonarius (Scopoli, 1763)
- Auplopus mellipes (Say, 1836)
- Auplopus nigrellus
- Auplopus pygialis (Perez, 1905)
- Auplopus smithi (Dalla Torre)